# Соколовский сельсовет (Башкортостан)
Соколовский сельсовет — сельское поселение в Давлекановском районе Башкортостана Российской Федерации.
Административный центр — деревня Соколовка.

## История
Статус и границы сельского поселения установлены Законом Республики Башкортостан от 17 декабря 2004 года № 126-з «О границах, статусе и административных центрах муниципальных образований в Республике Башкортостан».

## Население
| 2002 | 2009 | 2010 | 2012 | 2013 | 2014 | 2015 |
| ---- | ---- | ---- | ---- | ---- | ---- | ---- |
| 610  | ↗683 | ↗699 | ↘677 | ↘654 | ↘648 | ↘627 |
| 2016 | 2017 |      |      |      |      |      |
| ↘619 | ↘616 |      |      |      |      |      |

## Состав сельского поселения
| № | Населённый пункт | Тип населённого пункта          | Население |
| - | ---------------- | ------------------------------- | --------- |
| 1 | Соколовка        | деревня, административный центр | ↘514      |
| 2 | Старошарипово    | деревня                         | ↗126      |
| 3 | Новошарипово     | деревня                         | ↗59       |
| 4 | Черкассы         | деревня                         | ↘0        |